# 띠뱃굿놀이
띠뱃굿놀이는 전북 부안군에 소속된 섬의 하나인 위도에 전승되어 오는 굿놀이이다.
이 섬에는 옛날부터 주민들의 생활에서 우러나온 띠뱃굿이란 풍어놀이가 있으니 매년 음력 정초에 길일을 택하여 부락단위로 행하여 왔으나 현재는 대리(大里)에서만 행하는데, 음력 정월 초사흘이 정일(定日)이 되어 이 날만은 전 부락민이 벽사치성으로 풍어를 축원하는 것이다. 이 행사는 먼저 대리의 주산에 지어져 있는 '원당'에서 마주떼기굿을 비롯하여 석세기굿·깃굿·모듬굿을 하고 부락으로 내려와 '어 낭창 가래야'의 흥겨운 가락 속에 본격적인 띠뱃굿놀이를 행한다. 농악에 맞추어 남녀노소 할 것 없이 춤추며 뛰노는데 여기서 어민은 제각기 기예를 자랑한다. 이러다가 석양녁이 되면 이날 놀이의 고비인 띠뱃굿놀이가 시작되는데, '띠(芼：바다에 나는 풀)'로 엮은 배에 희식밥(용왕에게 드리는 쌀밥에 콩을 섞은 밥)을 가래로 떠넣는다. 그리고 배 위에 오방(五方)의 기와 선기(船旗)를 꽂고 허수아비 뱃사공을 달아매어 바다에 띄운다. 이 띠배가 가는 쪽은 풍어가 든다고 한다. 그리고는 지신밟기와 풍물놀이로 밤을 지새운다.